# Podřetězec
V teorii formálních jazyků je podřetězec nebo podslovo souvislý úsek řetězce, tedy posloupnost symbolů (znaků) od jednoho indexu do jiného v původním pořadí.
Sufix je takový podřetězec, který obsahuje všechny znaky od nějakého indexu do konce řetězce.
Prefix je takový podřetězec, který obsahuje všechny znaky od začátku řetězce do nějakého indexu.
Speciálními podřetězci (resp. prefixy, sufixy) jsou celé původní slovo a prázdné slovo.
Pokud se podřetězce (resp. prefixy, sufixy) nerovnají původnímu slovu, říká se jim vlastní.
Každý podřetězec se dá vyjádřit jako prefix sufixu nebo sufix prefixu.
V programovacích jazycích se funkce pro získání podřetězce obvykle jmenuje substr.